# Actias omeishana
Actias omeishana är en fjärilsart som beskrevs av Watson 1912. Actias omeishana ingår i släktet månspinnare, och familjen påfågelspinnare. Inga underarter finns listade i Catalogue of Life.